# Stazione meteorologica di Palena
La stazione meteorologica di Palena è la stazione meteorologica di riferimento relativa alla località di Palena.

## Coordinate geografiche
La stazione meteorologica si trova nell'area climatica dell'Italia centrale, in cui è compreso l'intero territorio regionale dell'Abruzzo, in provincia di Chieti, nel comune di Palena,  a 767 metri s.l.m. e alle coordinate geografiche 41°59′N 14°08′E.

## Dati climatologici
In base alla media trentennale di riferimento 1961-1990, la temperatura media del mese più freddo, gennaio, si attesta a +4,1 °C; quella del mese più caldo, agosto, è di +27,1 °C .
| Palena             | Mesi | Mesi | Mesi | Mesi | Mesi | Mesi | Mesi | Mesi | Mesi | Mesi | Mesi | Mesi | Stagioni | Stagioni | Stagioni | Stagioni | Anno |
| Palena             | Gen  | Feb  | Mar  | Apr  | Mag  | Giu  | Lug  | Ago  | Set  | Ott  | Nov  | Dic  | Inv      | Pri      | Est      | Aut      | Anno |
| ------------------ | ---- | ---- | ---- | ---- | ---- | ---- | ---- | ---- | ---- | ---- | ---- | ---- | -------- | -------- | -------- | -------- | ---- |
| T. max. media (°C) | 7,5  | 8,8  | 11,3 | 15,0 | 19,3 | 23,8 | 27,0 | 27,1 | 23,0 | 17,1 | 12,3 | 9,3  | 8,5      | 15,2     | 26,0     | 17,5     | 16,8 |
| T. min. media (°C) | 0,6  | 1,2  | 3,4  | 6,4  | 10,0 | 13,6 | 15,9 | 16,3 | 13,6 | 9,4  | 5,7  | 2,5  | 1,4      | 6,6      | 15,3     | 9,6      | 8,2  |